# Adèle de Pfalzel
Pour les articles homonymes, voir Sainte Adèle et Adèle.
Adèle de Pfalzel, née en 660 et morte le 24 décembre 734, est la fondatrice et la première abbesse du monastère de Pfalzel en Rhénanie (Allemagne). Canonisée elle est fêtée le 24 décembre.

## Famille
Adèle de Pfalzel est la fille de Dagobert II  selon les registres historiques contenus dans Histoire généalogique et chronologique de la maison royale de France, chapitre "des Rois, Reine, Princes, Princesses". 
Sa famille est connue par son testament, rédigé la douzième année du règne d'un roi nommé Thierry. Elle est mère d'un Albéric, sœur d'une Ragentrude, cohéritière d'une Plectrude et possède une propriété à Bedelingis. Le testament précise également qu'elle a obtenu les terres sur lesquelles fut construit le monastère à la suite d'un échange avec Pépin, maire du palais. La première difficulté est d'identifier le roi Thierry, qui peut être Thierry III (673-691) ou Thierry IV (721-737). La thèse classique a retenu Thierry IV, ce qui date le testament à 733 ou 734, mais il n'y a pas encore de consensus définitif sur la question.
Son fils Albéric est par ailleurs connu comme fils d'Odon, et frère de Gerlinde, qui possède une vigne à Klotten en 699. En 715, le duc Arnulf, petit-fils de Pépin de Herstal et de Plectrude, possède des propriétés au même endroit, ce qui implique un cousinage. Gerlinde a par la suite épousé Adalbert, duc d'Alsace.
Plectrude, cohéritière, c'est-à-dire sœur, d'Adèle est identifiée à Plectrude, femme de Pépin de Herstal, laquelle est connue comme fille d'Hugobert, sénéchal Clovis III. Même s'il y a encore une incertitude sur l'identité de l'épouse d'Hugobert, on considère qu'il s'agit d'Irmine,, abbesse d'Oeren et fondatrice de l'abbaye d'Echternach, ou une de ses sœurs.
En 704, la religieuse Immine et ses filles Attale et Rolande cèdent au monastère d'Eternach des biens hérités de leurs parents situés à Bedelinga. La thèse classique identifie Immine à Irmine et Attale à Adèle.

## Biographie
Elle épouse Odon de Bavière (Odo) et donne naissance à :
- Albéric (?-714/721), père de saint Grégoire d'Utrecht ;
- Gerlinde (?-après 699), mariée à Adalbert, duc d'Alsace ;
- Haderich (?-après 699).

Devenue veuve, elle rentre dans les ordres, fonde le monastère de Pfalzel et en devient la première abbesse. Elle prend également en charge l'éducation de l'un de ses petits-fils qui allait devenir saint Grégoire d'Utrecht, l'un des évangélisateurs de l'Allemagne.

## Traditions
Une légende qui apparaît au cours du XIe siècle en fait une fille du roi Dagobert Ier et une sœur d'Irmine d'Oeren. C'est chronologiquement possible si l'on considère que le testament est rédigé sous Thierry III, et impossible pour une rédaction sous Thierry IV. Toutefois cette thèse n'est pratiquement plus prise en compte de nos jours.
La ville de Sainte-Adèle au Canada est nommée en son honneur.